# Dirección Nacional de Migraciones
La Dirección Nacional de Migraciones (DNM) es un organismo dependiente del Ministerio del Interior, encargado de la aplicación de la normativa migratoria, —ley 25871, el decreto 616/2010 que la reglamenta, y el decreto 70/2017 que la modifica—, y es responsable de la instrumentación de las políticas públicas en la materia, de acuerdo a las directivas emanadas del Poder Ejecutivo Nacional.
La DNM fue creada el 4 de febrero de 1949, durante el primer gobierno de Juan Domingo Perón, inicialmente bajo la órbita de la entonces Secretaría de Trabajo y Previsión, con el objetivo de ampliar y consolidar las funciones de la anterior Dirección  de  Inmigración.
La sede central ubicada en la ciudad de Buenos Aires se encuentra en las inmediaciones del Hotel de Inmigrantes, declarado Monumento Histórico Nacional en 1990, y que actualmente aloja el Museo de la Inmigración y el Museo de Arte Contemporáneo de la Universidad de Tres de Febrero.

## Estructura y funciones
La DNM actúa en todo el territorio nacional y además de su sede central, desarrolla algunas de sus funciones específicas en funciones en su Centro de Documentación ubicado en la Ciudad de Buenos Aires, 31 delegaciones en todo el país y 3 oficinas migratorias, además de contar con unidades móviles de documentación y trámites.
Las delegaciones se encuentran en las capitales de las provincias argentinas y en algunas otras ciudades como Comodoro Rivadavia, Bariloche o Puerto Iguazú.
Las funciones más destacadas de la entidad son el control de ingreso y egreso de personas, el otorgamiento de residencias y el control de la permanencia y regularización de documentación de los inmigrantes que han ingresado al territorio nacional.
- Dirección Nacional de Migraciones
  - Dirección General de Administración
  - Dirección General de Inmigración
  - Dirección General de Movimiento Migratorio
  - Dirección General de Sistemas y Tecnologías de la Información
  - Dirección General Técnica - Jurídica
  - Dirección General de Asuntos Institucionales y Sociales
  - Dirección General de Información, Análisis y Control Migratorio

## Titulares
| Director                  | Partido | Partido               | Periodo                                            | Presidente                     |
| ------------------------- | ------- | --------------------- | -------------------------------------------------- | ------------------------------ |
| Ricardo Eusebio Rodriguez |         | Independiente         | 19 de septiembre de 2003 - 10 de diciembre de 2007 | Néstor Kirchner                |
| Martín Arias Duval        |         | Independiente         | 10 de diciembre de 2007 - 10 de diciembre de 2015  | Cristina Fernández de Kirchner |
| Horacio Garcia            |         | Propuesta Republicana | 10 de diciembre de 2015 - 10 de diciembre de 2019  | Mauricio Macri                 |
| Florencia Carignano       |         | Partido Justicialista | 10 de diciembre de 2019-10 de diciembre de 2023    | Alberto Fernández              |
| Sebastián Pablo Seoane    |         | Independiente         | 1 de enero de 2024 - actualmente en el cargo       | Javier Milei                   |